# Нефтяник (хоккейный клуб, Лениногорск)
Хоккейный клуб «Нефтяник» Лениногорск — команда по хоккею с шайбой из города Лениногорска, выступавшая в Высшей лиге чемпионата России.

## История
Основана в 1961 году. Выступала в первенстве областного совета ДСО «Труд». В 1965 году команду возглавляет приехавший из Москвы Николай Кожин.
«Нефтяник» становится чемпионом первенства областного совета ДСО «Труд», в январе 1968 года становится чемпионом Татарстана, после чего становится чемпионом России и выходит в первенство РСФСР в классе «Б».
С 1968 по 1982 год команда играет в первенстве РСФСР (класс «Б»), в сезоне 1976—1977 гг завоёвывает бронзу (старшим тренером команды в этот период был Анатолий Орлов). После закрытия класса «Б» в 1982 году «Нефтяник» тринадцать лет не выступал на российской арене, играя в первенстве Татарстана (четыре раза становился чемпионом республики и три раза выигрывал кубок).
В сезоне 1995—1996 года команда участвует первенстве России среди КФК в Белгороде, занимает второе место и завоёвывает право играть в первой лиге. В ней «Нефтяник» выступает два сезона (пятое и первое места соответственно).
В сезоне 1998—1999 команда дебютирует в высшей лиге дивизиона «Восток», занимает второе место и попадает в переходный турнир за право выхода в Суперлигу, где занимает четвёртое место.
С сезона 2001—2002 команду перевели в дивизион «Запад», где она заняла девятое место. 2002—2003 — третье место и выход в финальный турнир за право выхода в Суперлигу (шестое место). Следующие три сезона команда «Нефтяник» попадала в плей-офф. В сезоне 2006—2007 заняла девятое место. После сезона 2008—2009 гг. команда была расформирована.